# Georg Laub
Georg Laub (* 9. Juni 1906 in Altshausen in Württemberg; † 1986 in Stuttgart) war ein deutscher Architekt, der in der Zeit des Nationalsozialismus unter anderem für das Reichsheimstättenamt arbeitete.

## Leben und beruflicher Werdegang
Georg Laub studierte bei Heinz Wetzel Städtebau und Siedlungswesen an der Technischen Hochschule Stuttgart.
Seiner Tätigkeit vom Herbst 1936 bis 1937 folgte nochmals seine Tätigkeit als Nachfolger des im Juli 1939 ausgeschiedenen Stadtbaurats Walther Kruspe vom 12. Oktober 1940 bis 22. Dezember 1942 im Bauamt der Stadt Saarbrücken. Daneben war er von 1934 bis 1938 Leiter der Planungsabteilung der Deutschen Arbeitsfront (DAF) und wurde von Josef Bürckel  Mitte Mai 1938 mit den Planungen von neuen Siedlungen in der Ostmark beauftragt. 1939 übernahm Karl Neupert von Georg Laub die Leitung der Abteilung Stadtplanung des Reichsheimstättenamtes in Berlin.
Neben seinem beruflichen Wirken war er als Geschäftsführer zeichnend unter anderem für die Haus- und Siedlungstypen der Siedlungsgesellschaft Saarpfälzische Heimstätte GmbH in Neustadt/Weinstraße tätig.
Laubs Kriegseinsatz ab 1943 folgte die bis 1948 dauernde Kriegsgefangenschaft sowie seine Tätigkeit in der Baurechtsabteilung der Stadt Stuttgart, aus der er 1970 als Amtsleiter in den Ruhestand entlassen wurde.

## Bauten und Entwürfe
- 1927: Werksiedlung der Ludowici Ziegelwerke in Jockgrim (mit Johann Wilhelm Ludowici)[3]
- 1936: Dorf im Warndt: gemeinsam mit Hermann Stolpe gleichfalls vom Saarbrücker Stadtbauamt unter dessen Leiter Walther Kruspe[4]
- 1938: Siedlung Neu-Guntramsdorf
- 1940–1942: Stadtplanung für Saarbrücken mit einer Stadtkrone auf dem Triller und der zentralen Achse vom Bahnhof über Hafeninsel und Triller zur Metzer Straße[5]

## Zugeschrieben
- Dr.-Robert-Ley-Siedlung in Schwechat, abgerufen am 1. März 2014

## Veröffentlichungen
- Planungsheft „Die Siedlung“, zusammen mit Willy Kirchner herausgegeben